# Atherigona divergens
Atherigona divergens är en tvåvingeart som beskrevs av Stein 1913. Atherigona divergens ingår i släktet Atherigona och familjen husflugor. Inga underarter finns listade i Catalogue of Life.